# 奧約通區
奧約通區（西班牙語：Distrito de Oyotún），是秘魯的一個區，位於該國西北部蘭巴耶克大區的奇克拉約省，始建於1925年11月23日，面積455.4平方公里，海拔高度209米，2005年人口10,302，人口密度每平方公里23人。
6°50′S 79°18′W / 6.833°S 79.300°W